# Millennium - Uomini che odiano le donne
Millennium - Uomini che odiano le donne (The Girl with the Dragon Tattoo) è un film del 2011 diretto da David Fincher.
Girato in inglese, il film è il secondo adattamento cinematografico del romanzo di Stieg Larsson Uomini che odiano le donne, capitolo iniziale della trilogia tratta dalla serie Millennium, già portato sul grande schermo nel 2009 con l'omonimo film svedese. Sceneggiato da Steven Zaillian, il film è interpretato da Daniel Craig, che interpreta il giornalista Mikael Blomkvist, e da Rooney Mara nel ruolo di Lisbeth Salander.

## Trama
Svezia, 2006. Un uomo anziano riceve in lacrime un fiore incorniciato spedito da un anonimo mittente. Mikael Blomkvist è un giornalista quarantenne che dirige con Erika Berger la rivista Millennium, che tratta degli scandali e delle truffe del mondo politico e imprenditoriale. Denuncia l'industriale Hans Erik Wennerström per pesanti reati, ma perde la causa e viene condannato per diffamazione.
Lisbeth Salander è una giovane hacker investigatrice dal carattere riservato e sotto interdizione legale, incaricata di indagare su Mikael Blomkvist da parte di Dirch Frode, avvocato della famiglia Vanger. A causa di un malore del suo tutore le viene assegnato un nuovo avvocato, Nils Bjurman, un sadico che sfrutta la sua posizione per estorcerle favori sessuali. Impotente di fronte al suo tiranno viene stuprata, ma organizza una trappola grazie alla quale riesce a ricattarlo, per poi vendicarsi e marchiarlo di infamia con un tatuaggio.
L'ex industriale Henrik Vanger, l'anziano signore visto nel prologo, richiede a Mikael di impegnarsi per risolvere il mistero della scomparsa della sua pronipote Harriet, figlia di suo nipote Gottfried, avvenuta quarant'anni prima nel 1966. Henrik sospetta che Harriet sia stata uccisa da un familiare in base alle anomale circostanze della sua sparizione, e inoltre ogni anno continua a ricevere da ignoti lo stesso dono che Harriet abitualmente gli faceva.
Mikael accetta di occuparsi del caso con la promessa di ottenere in cambio delle informazioni scottanti su Wennerström. Si trasferisce sull'isola dove risiede gran parte della famiglia Vanger, ufficialmente perché incaricato da Henrik Vanger di occuparsi di stendere la sua biografia. Una volta installatosi nella nuova magione, che si trova a 4 ore di treno da Stoccolma, Mikael incontra gli altri parenti di Harriet ancora in vita, tra cui il fratello Martin, attuale amministratore delegato dell'azienda, e la cugina Anita, da oltre trent'anni residente a Londra.
Due delle prove più importanti sono una foto di Harriet intimorita di fronte a un uomo ignoto e un codice di cifre e nomi di donne (redatti in modo apparentemente casuale) contenuti negli appunti personali di Harriet; interpretandoli come versetti del Levitico, Mikael decifra dei metodi di tortura previsti per donne peccatrici, e collega una di queste torture al modus operandi di un brutale omicidio avvenuto diciassette anni prima. Ritenendo di essere sulle tracce di un serial killer, Mikael chiede a Frode se può avvalersi di un aiuto per le ricerche e gli viene consigliata Lisbeth: scopre così dell'indagine illegale della hacker e, sbalordito dalla sua competenza, decide di assumerla come collaboratrice, conferendole l'incarico di effettuare la ricerca delle vittime corrispondenti alle citazioni bibliche.
Lisbeth si lancia nell'indagine e, una volta ricostruita la serie di omicidi, si reca sull'isola per condividere quanto ricostruito. I due il giorno dopo rinvengono un gatto morto mutilato di fronte casa, e poco dopo Mikael scampa fortunosamente a un assassinio mascherato come incidente di caccia. La ragazza scopre che i delitti contrassegnati avvennero in città in cui l'azienda Vanger aveva intrattenuto affari: indagando nell'archivio dati del gruppo Vanger, Lisbeth individua nel padre di Harriet l'unico Vanger imputabile dei delitti, tranne l'ultimo, avvenuto dopo la sua morte. Nel frattempo Mikael, indagando sull'ignoto della foto con Harriet, lo identifica in suo fratello Martin: si reca perciò a casa sua per affrontarlo, ma viene imprigionato nel suo garage, organizzato come una camera di tortura.
Qui Martin rivela di essere un serial killer misogino, istruito dal padre, ma che poi aveva proseguito a modo suo. In più di trent'anni ha ucciso dozzine di donne, ma nega fermamente di aver ucciso Harriet. Mikael viene salvato in extremis da Lisbeth e Martin muore durante una precipitosa fuga. Mikael, valutando l'estraneità di Martin dal caso Harriet, decide di indagare su Anita, che si rivela essere Harriet stessa sotto mentite spoglie. Da ragazza subiva infatti continue violenze sessuali dal padre (un alcolizzato, morto per mano della stessa Harriet) e poi dal fratello, al punto che architettò la fuga insieme con la cugina Anita, simulando una scomparsa e vivendo nascosta da lei fino alla sua morte, quando ne assunse poi l'identità. Finalmente libera dal giogo di Martin, Harriet torna in Svezia e incontra un commosso Henrik.
I dettagli su Wennerström promessi da Henrik si rivelano però inutili e Mikael ne è profondamente deluso. Grazie ad atti di hackeraggio, Lisbeth ottiene i dati del computer personale di Wennerström e li consegna a Mikael, che li usa per denunciarlo nuovamente, questa volta con successo. Lisbeth sfrutta la confusione nelle aziende Wennerström per rubare una grossa somma di denaro, nascondendola in conti svizzeri. Nella scena finale Lisbeth si scopre innamorata di Mikael ma, proprio mentre stava tentando un approccio, lo vede in compagnia affettuosa con l'editrice di Millennium, Erika Berger. Delusa, lo rimuove completamente dalla sua vita.

## Personaggi
- Mikael Blomkvist: un giornalista economico di discreto successo caduto in disgrazia. Mikael aveva intentato causa contro l'industriale Hans-Erik Wennerström per speculazioni e truffe, ma durante il processo le prove si riveleranno false e Mikael accetta di subire in silenzio una condanna per diffamazione, che prosciuga il suo credito e compromette la sua reputazione di giornalista. Accetterà il caso da Henrik Vanger solo con la promessa di materiale probatorio per inchiodare nuovamente Wennerström.
- Lisbeth Salander: un'esperta hacker che svolge incarichi sensibili e complessi in una società di sicurezza. Ha ventisei anni ma un fisico molto mingherlino tanto da sembrare una bambina, ha un carattere molto complesso, asociale e schivo ma anche molto forte e determinato, retaggio forse di un passato non proprio edificante. Si scopre essere sotto tutela. All'inizio del film svolge un'indagine su Mikael commissionata da Dirch Frode, in cui sottolinea l'onestà e lo strano comportamento di Mikael durante il processo; nel frattempo aiutata da Plague avvia un'indagine in proprio su Hans-Erik Wennerström.
- Henrik Vanger: zio del padre di Harriet e Martin; ormai ultraottantenne, è l'ex amministratore delegato del gruppo Vanger, si rivela un uomo completamente ossessionato da Harriet Vanger e dalla sua sparizione e, all'insaputa dei suoi familiari ha anche un fondamento concreto che giustifica tali paranoie. Il giorno della scomparsa nel 1966 era sull'isola, impegnato in problemi aziendali e nel risolvere l'incidente sul ponte. Qualche anno prima del 1966 era riuscito a fare revocare la patria potestà a sua cognata, la vedova Isabella (in quanto incapace di badare ai suoi figli) e si era fatto carico personalmente di Martin e Harriet.
- Dirch Frode: anziano avvocato di famiglia delle aziende Vanger e uomo di fiducia di Henrik e Martin, è un uomo affidabile e ligio al dovere. Accompagna spesso Henrik e Martin nelle loro necessità lavorative. All'inizio del film appare come il mandante della ricerca su Mikael.
- Martin Vanger: unico fratello di Harriet e parente più stretto in vita, è l'attuale amministratore delegato del gruppo Vanger. Martin sostiene l'operato di Mikael fin dal principio, descrivendo come il fatto del 1966 abbia distrutto la vita e l'impegno professionale di Henrik. Il giorno della scomparsa fu costretto a rimanere fuori dall'isola, giungendone solo in tarda serata.
- Isabella Vanger: madre di Harriet e Martin, è la vedova di Gottfried, morto nel 1965 in un incidente causato dalla sua ubriachezza. È una persona molto scontrosa e malvagia, soprattutto con Henrik verso cui cova un grande risentimento riguardo l'affidamento dei figli. Il giorno della scomparsa si trovava sull'isola.
- Harald Vanger: zio di Harriet e fratello di Henrik, è un novantenne molto chiuso e isolato, da tempo ha reciso i suoi contatti con gli altri familiari eccetto Isabella. È vedovo ed è il padre di Birger, Cecilia e Anita.
- Cecilia Vanger: cugina di Harriet, è preside della locale scuola di Hedestad. È in forte conflitto con suo padre, tanto da non parlarci più. Il giorno della scomparsa si trovava sull'isola.
- Anita Vanger: cugina di Harriet, è la persona a lei più simile fisicamente. Il giorno della scomparsa si trovava sull'isola. All'età di 18 anni si trasferì a Londra dove tuttora risiede e lavora, anche per evitare suo padre.
- Nils Bjurman: il tutore di Lisbeth chiamato a sostituire il precedente, vittima di un ictus. Bjurman appare come un uomo di potere che vuole dominare la sua assistita, ma in seguito si rivela come un vero e proprio sadico.
- Hans-Erik Wennerström: industriale multimiliardario, al centro delle indagini di Mikael Blomkvist.
- Plague: amico di Lisbeth, è un uomo fortemente sovrappeso in pensione anticipata, che vive in un fatiscente appartamento. È un tecnico informatico di grandi capacità.

## Produzione
Per meglio interpretare il personaggio di Lisbeth Salander coi suoi svariati piercing (quattro in ogni lobo e in sopracciglio, narice, labbro e capezzoli), l'attrice Rooney Mara ha deciso in scena d'indossarne esemplari veri, anziché falsi. L'attrice ha dichiarato d'averlo fatto per poter entrare maggiormente nel personaggio, non avendone mai avuti in precedenza. Ha poi rimosso tutti i piercing una volta terminata la lavorazione del film, dichiarando di averne tenuto solamente uno.
Le riprese si sono svolte tra la Svezia e Montréal, giudicata da Fincher la città ideale per fornire l'effetto noir caratteristico della trama. Gli autori della colonna sonora, Trent Reznor ed Atticus Ross, hanno riarrangiato appositamente per il film il brano Immigrant Song dei Led Zeppelin insieme con la cantante Karen O. Il pezzo accompagna il primo teaser del film e i titoli di testa di quasi due minuti e mezzo.

## Promozione
Dopo averlo presentato al Toronto International Film Festival, il 22 settembre 2011 la Sony ha distribuito il primo full trailer del film, per una durata totale di 3 minuti e 46 secondi.
Il film è stato oggetto di una campagna immersiva di promozione transmediale prodotta dalla famosa agenzia specializzata in Giochi di realtà alternativa (ARGs) 42 Entertainment. L'ARG correlato al gioco si intitolava "MOUTH TAPED SHUT" e coinvolgeva i giocatori in una avvincente ricerca di indizi connessi al film nella vita reale. Coloro che hanno seguito correttamente le tracce hanno potuto trovare elementi ulteriori della storia come diari, libri ed abiti appartenenti ai personaggi.

## Distribuzione
La distribuzione mondiale della pellicola era prevista per il 21 dicembre 2011, in Canada, Stati Uniti e Svezia. In Italia è stato distribuito il 3 febbraio 2012.

## Riconoscimenti
- 2012 - Premio Oscar
  - Miglior montaggio a Kirk Baxter e Angus Wall
  - Candidatura Miglior attrice protagonista a Rooney Mara
  - Candidatura Migliore fotografia a Jeff Cronenweth
  - Candidatura Miglior sonoro a David Parker, Michael Semanick, Ren Klyce e Bo Persson
  - Candidatura Miglior montaggio sonoro a Ren Klyce
- 2012 - Golden Globe
  - Candidatura Miglior attrice in un film drammatico a Rooney Mara
  - Candidatura Migliore colonna sonora a Trent Reznor e Atticus Ross
- 2012 - Premio BAFTA
  - Candidatura Migliore fotografia a Jeff Cronenweth
  - Candidatura Miglior colonna sonora a Trent Reznor e Atticus Ross
- 2011 - National Board of Review Award
  - Migliori dieci film
  - Miglior performance rivelazione a Rooney Mara
- 2012 - Empire Award
  - Candidatura per il Miglior film a Scott Rudin, Søren Stærmose e Ole Søndberg
  - Candidatura come Miglior attore a Daniel Craig
  - Candidatura come Miglior attrice a Rooney Mara
  - Candidatura per il Miglior thriller a Scott Rudin, Søren Stærmose e Ole Søndberg
- 2011 - St. Louis Film Critics Association Award
  - Miglior attrice a Rooney Mara
  - Migliore scena (La scena dei titoli di testa)
  - Candidatura come Miglior regista a David Fincher
  - Candidatura Migliore fotografia a Jeff Cronenweth
  - Candidatura Migliori musiche
- 2012 - MTV Movie Award
  - Candidatura Miglior performance femminile a Rooney Mara
  - Candidatura Miglior performance rivelazione a Rooney Mara
  - Candidatura Miglior trasformazione su schermo a Rooney Mara